# 瓦候乡
瓦候乡，是中华人民共和国四川省凉山彝族自治州美姑县下辖的一个乡镇级行政单位。2021年1月12日，撤销树窝乡和龙窝乡，设立瓦候乡。以原树窝乡和原龙窝乡所属行政区域为瓦候乡的行政区域。

## 行政区划
瓦候乡下辖以下地区：
龙窝村、觉木村、能和村、依吾古村、建尔卓村、巴觉若哈村、依达村、洛木干村和平一洛村。